# Супербоул XVIII
Супербоул XVIII (англ. Super Bowl XVIII) — 18 игра Супербоула. Игра Американской (АФК) и Национальной (НФК) Футбольных Конференций. Матч, в котором играли Лос-Анджелес Рэйдерс (ныне: Лас-Вегас Рэйдерс) от АФК и Вашингтон Редскинз от НФК, прошёл 22 января 1984 года. В присутствии 72 тысяч человек, Лос-Анджелес победил со счётом 38:9.

## Перед игрой
НФЛ объявила о проведении Супербоула в Тампе после голосование в Детройте, которое прошло 3 июня 1981 года. Тампа первый раз принимала Супербоул.

## Путь к финалу
ВАШИНГТОН РЕДСКИНЗ
Вашингтон дошёл до Супербоула с рекордом 14-2. За сезон они набрал рекордные 541 очка (рекорд был побит в 1998 году Миннесотой, в 2007 и 2012 Нью-Инглендом, в 2011 и 2013 Грин-Бэй). Многие из их ресиверов набрали более 700 ярдов на приёме. Квотербек, Джо Тайсманн, пробежал 234 ярда, а на пасе набрал 3714 ярдов, сделав 29 тачдаунов, он был признан лучшем квотербеком и игроком сезона НФЛ. Защитники в среднем делали по 12 сэков и по 10 перехватов. В Супербоуле не смог сыграть их сейфти, так как он получил травму. Новичок и ветерана команды оформили 13 перехватов. В плей-офф, Вашингтон победил Лос-Анджелес «Рэмс» со счётом 51:7. После уверенной победы, они едва не проиграли Сан-Франциско «Форти Найнерс», в итоге победив 24:21, с помощью филд гола за 40 секунд до конца матча.
ЛОС-АНДЖЕЛЕС РЭЙДЕРС
Лос-Анджелес дошёл до Супербоула с рекордом 12-4. Квотербек, Джим Планкетт, на пасе набрал 2935 ярдов, сделав 20 тачдаунов. Ресиверы набрали, в среднем, около тысячи ярдов. Грег Пруитт, из специальной команды, набрал 666 ярдов на возвращении панта. Защитники, в среднем, оформили 9 сэков и два фамбла. . В плей-офф, Лос-Анджелес победил Питтсбург Стилерз со счётом 38:10. После победы Лос-Анджелес вышел на Сиэтл Сихокс, которые два раза победили «Рэйдерс» в регулярном сезоне. Тем не менее Лос-Анджелес победил 30:14 и вышел в Супербоул.

## Трансляция
В США игру транслировал CBS. Матч собрал 77 миллионов человек. Матч транслировался местными каналами Лос-Анджелеса и Вашингтона, а также в Канаде. В перерыве одним из рекламных роликов показали «1984», посвящённый компьютеру Macintosh.

## Развлечения
Перед игрой прошла минута молчания, в честь Джорджа Халаса (последнего оставшегося в живых игрока сезона НФЛ 1920 года), который умер несколько месяцев назад. Барри Манилоу исполнил Гимн Соединённых Штатов. Шоу в перерыве называлось: Салюты Суперзвёздам Серебряного Экрана.

## Судьи
Рефери: Джин Барт
Ампайр: Гордон Уеллс
Главный Лайнсмен: Джерри Берджман
Лайн джадж: Боб Бикс
Бэк джадж: Бэн Томпкин
Сайд джадж: Гил Мэйс
Филд джадж: Фриц Граф
Альтернативный рефери: Джим Тунней
Альтернативный ампайр: Эд Фиффик

## Ход матча
ПЕРВАЯ ПОЛОВИНА
Первая атака Вашингтона закончилась пантом, который был заблокирован. Мяч упал в зачётной зоне и его подобрал игрок Лос-Анджелес, автоматически оформляя тачдаун. В начале второй четверти матча, Лос-Анджелес заносит тачдаун. Вашингтон забил филд гол, но за семь секунд до перерыва, «Рэйдерс», перехватом сделали тачдаун. К перерыву счёт был 21:3 в пользу города ангелов.
ВТОРАЯ ПОЛОВИНА
Сначала Вашингтон сделает тачдаун, но экстрапоинт будет заблокирован. Затем Лос-Анджелес три раза подряд наберёт очки. В середине четверти, "Рэйдерс" занесёт тачдаун, а в конце их игрок пробежит 74 ярда для тачдауна. За две минуты до конца четвёртой четверти, Лос-Анджелес установит финальный счёт, с помощью филд гола, 38:9
Супербоул XVIII: Лос-Анджелес Рэйдерс 38, Вашингтон Редскинс 9
|                | 1 | 2  | 3  | 4 | Финал |
| -------------- | - | -- | -- | - | ----- |
| Редскинс (НФК) | 0 | 3  | 6  | 0 | 9     |
| Рэйдерс (АФК)  | 7 | 14 | 14 | 3 | 38    |

на Тампе стадион , Тампа, штат Флорида
- Дата: 22 января 1984 года
- Погода в игре: 20℃ (68℉), солнечно

WAS-Вашингтон, LA-Лос-Анджелес, ЭП-Экстрапоинт
■ Первая четверть:
- 10:08-LA-Блокировка панта, подбор мяча в тачдаун+ЭП, Лос-Анджелес повёл 7:0

■ Вторая четверть:
- 9:14-LA-12-ярдовый тачдаун+ЭП, Лос-Анджелес ведёт 14:0
- 3:05-WAS-24-ярдовый филд гол, Лос-Анджелес ведёт 14:3
- 0:07-LA-перехват в тачдаун на пять ярдов+ЭП, Лос-Анджелес ведёт 21:3

■ Третья четверть:
- 10:52-WAS-1-ярдовый тачдаун(экстрапоинт заблокирован), Лос-Анджелес ведёт 21:9
- 7:06-LA-5-ярдовый тачдаун+ЭП, Лос-Анджелес ведёт 28:9
- 0:00-LA-74-ярдовый тачдаун+ЭП, Лос-Анджелес ведёт 35:9

■ Четвёртая четверть:
- 2:24-LA-21-ярдовый филд гол, Лос-Анджелес ведёт 38:9